# (1223) Неккар
(1223) Неккар (лат. Neckar) — небольшой астероид внешней части главного пояса, который был обнаружен 6 октября 1931 года немецким астрономом Карлом Вильгельмом Рейнмутом, работавшим в Гейдельбергской обсерватории. Получил имя по названию реки Неккар в Германии.
Период обращения астероида вокруг Солнца составляет 4,859 года.